# Rich Preston
Richard John „Rich“ Preston (* 22. Mai 1952 in Regina, Saskatchewan) ist ein ehemaliger kanadischer Eishockeyspieler und derzeitiger -trainer. Während seiner von 1974 bis 1987 andauernden Profikarriere absolvierte der rechte Flügelstürmer über 600 Spiele für die Chicago Blackhawks und New Jersey Devils in der National Hockey League. Zuvor war er für die Houston Aeros und die Winnipeg Jets in der World Hockey Association aktiv und gewann dabei mit letzteren 1979 die Avco World Trophy. Zuletzt fungierte Preston von 2015 bis 2019 als Assistenztrainer bei den Anaheim Ducks aus der NHL.

## Karriere

### Als Spieler
Rich Preston wurde in Regina geboren und spielte dort in seiner Jugend für die Regina Pats in der Saskatchewan Junior Hockey League (SJHL). 1970 verließ er seine Heimat und besuchte fortan vier Jahre lang die University of Denver, wobei er für deren Eishockey-Team, die Pioneers, in der National Collegiate Athletic Association (NCAA) auflief. Im Juni 1973 wurde der rechte Flügelstürmer dann im Professional Player Draft der World Hockey Association (WHA) von den Houston Aeros ausgewählt, für die er in der Folge zu einem der Leistungsträger wurde, so kam er in der Saison 1976/77 auf 79 Scorerpunkte in 80 Spielen.  Nach vier Jahren in Houston gaben ihn die Aeros jedoch im Juli 1978 gegen eine finanzielle Kompensation an die Winnipeg Jets ab, mit denen der Kanadier im Jahr darauf prompt die Avco World Trophy gewann, wobei er als WHA Playoff MVP geehrt wurde.
Nach diesen Erfolgen wechselte Preston zur Saison 1979/80 in die National Hockey League (NHL), indem er sich als Free Agent den Chicago Black Hawks anschloss. Auch in Chicago etablierte sich der Angreifer als regelmäßiger Scorer, bis er jedoch nach fünf Spielzeiten im Juni 1984 samt Don Dietrich und einem Zweitrunden-Wahlrecht im NHL Entry Draft 1985 an die New Jersey Devils abgegeben wurde. Die Devils schickten im Gegenzug Bob MacMillan und ein Fünftrunden-Wahlrecht für den gleichen Draft nach Chicago.
Nach zwei Jahren in New Jersey kehrte Preston als Free Agent zu den Chicago Blackhawks zurück, für die noch eine Saison absolvierte und anschließend seine aktive Karriere beendete.

### Als Trainer
Nach einem kurzen Hiatus kehrte Preston zur Saison 1991/92 zu den Blackhawks zurück und war für diese vier Jahre als Assistenztrainer tätig. Nach zwei Jahren als Cheftrainer seiner früheren Junioren-Mannschaft, den Regina Pats aus der Western Hockey League, stellten ihn 1997 die Calgary Flames als Assistenztrainer an. Diese Position hatte Preston bis zum Jahre 2000 sowie von 2002 bis 2009 inne; in den beiden Spielzeiten dazwischen betreute er in gleicher Funktion die San Jose Sharks. Anschließend kehrte der Kanadier abermals in die WHL zurück, wo er von 2009 bis 2013 in Personalunion als Cheftrainer und General Manager der Lethbridge Hurricanes fungierte. Es folgte eine weitere, zweijährige Pause, nach der ihn im Oktober 2015 die Anaheim Ducks als Assistenztrainer verpflichteten. Dort war er in der Folge bis zur Saison 2018/19 tätig.

## Erfolge und Auszeichnungen
- 1975 Avco-World-Trophy-Gewinn mit den Houston Aeros
- 1979 Avco-World-Trophy-Gewinn mit den Winnipeg Jets
- 1979 WHA Playoff MVP

## Karrierestatistik
(Legende zur Spielerstatistik: Sp oder GP = absolvierte Spiele; T oder G = erzielte Tore; V oder A = erzielte Assists; Pkt oder Pts = erzielte Scorerpunkte; SM oder PIM = erhaltene Strafminuten; +/− = Plus/Minus-Bilanz; PP = erzielte Überzahltore; SH = erzielte Unterzahltore; GW = erzielte Siegtore; 1 Play-downs/Relegation; Kursiv: Statistik nicht vollständig)

## Persönliches
Preston ist verheiratet und Vater dreier Söhne.